# Ischylla
Ischylla (altgriechisch Ἴσχυλλα Íschylla) ist eine Gestalt der griechischen Mythologie.
Sie wird in der Überlieferung als Tochter des Königs Myrmidon, Gemahlin des Triopas und Mutter des Phorbas genannt. In den Handschriften erscheint sie auch unter den Namen Hiscilla, Hyocla, Hysocla oder Hischela.